# Storia del cristianesimo in età contemporanea

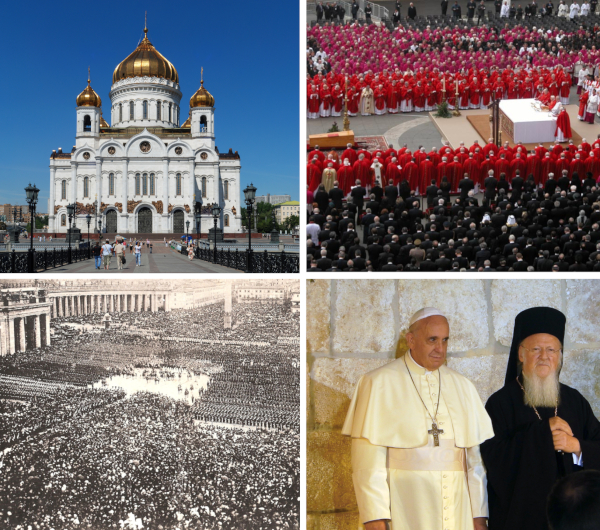
Da in alto a sinistra in ordine orario: La Cattedrale di Cristo Salvatore ricostruita dalla Chiesa ortodossa russa dopo la Dissoluzione dell'Unione Sovietica; funerali di papa Giovanni Paolo II; Papa Francesco e il patriarca Bartolomeo I nella Basilica del Santo Sepolcro a Gerusalemme; Il papa-re Pio IX benedice le sue truppe prima della Breccia di Porta Pia che decretò la fine dello Stato Pontificio

La storia del cristianesimo in età contemporanea tratta la storia del cristianesimo dalla rivoluzione francese, avvenuta nell'ultimo decennio del XVIII secolo, al presente.

## Chiesa ortodossa
Nel corso del XIX secolo, nell'Europa orientale, si registra la progressiva disgregazione dell'Impero ottomano e, grazie alle idee della Rivoluzione francese e ai movimenti nazionalisti, si assiste alla nascita di stati nazionali seguita dalla fondazione di chiese ortodosse indipendenti, autocefale. In questo modo, il collasso del dominio ottomano è accompagnato dalla rapida diminuzione del potere effettivo esercitato dal patriarca di Costantinopoli.

### Grecia
In Grecia, nel 1821 inizia la rivolta contro i turchi, proclamata ufficialmente dal metropolita di Patrasso, Germanos. Il governo turco reagì e, come esempio pubblico, il giorno di Pasqua del 1821, fece impiccare il patriarca di Costantinopoli Gregorio V al portone principale della residenza patriarcale. Numerosi altri membri del clero greco furono messi a morte nelle province. La mancanza di comunicazione con il Patriarcato di Costantinopoli spinse i vescovi della Grecia liberata, nel 1833, a proclamarsi autocefali. Il regime ecclesiastico adottato in Grecia era modellato su quello della Russia: il Santo Sinodo doveva governare la chiesa sotto stretto controllo governativo. Nel 1850 il patriarcato di Costantinopoli dovette riconoscere il fatto compiuto, e accordò l'autocefalia alla nuova Chiesa di Grecia.

### Serbia
L'indipendenza della Serbia portò, nel 1832, al riconoscimento dell'autonomia ecclesiastica serba. Nel 1879 la Chiesa serba fu riconosciuta da Costantinopoli come autocefala sotto il primato del metropolita di Belgrado. Ma questa chiesa, che copriva solo il territorio di quella che è chiamata la "vecchia Serbia", entrò in conflitto di giurisdizione con altre due chiese autocefale esistenti nell'Impero austriaco, quella di Sremski Karlovci (istituita nel 1848), e la metropolia di Czernowitz (oggi Černivci) in Bucovina.

### Romania
Nel 1859, i principati rumeni di Moldavia e Valacchia si unirono per formare l'odierna Romania. La gerarchia ecclesiastica ortodossa seguì i due stati nel loro processo di fusione. Di conseguenza poco dopo, nel 1872, le chiese ortodosse dei due principati decisero di unirsi per formare la Chiesa ortodossa rumena. In questo processo si separarono canonicamente dalla giurisdizione del Patriarcato di Costantinopoli e la Chiesa ortodossa rumena si dichiarò autocefala. Nello stesso anno fu costituito un sinodo separato. Il Patriarcato di Costantinopoli riconobbe l'autocefalia della Chiesa ortodossa rumena solo nel 1885, sotto il metropolita di Bucarest. I romeni di Transilvania, che ancora faceva parte dell'Impero austriaco, rimanevano sotto il metropolita autocefalo di Sibiu e altri sotto la chiesa di Czernowitz. La Chiesa rumena divenne un Patriarcato nel 1925, con l'espansione conseguente alla creazione della grande Romania.

### Bulgaria
Il riconoscimento dell'autocefalia del Patriarcato bulgaro da parte del Patriarcato di Costantinopoli nel 927 fa della Chiesa ortodossa bulgara la più antica Chiesa ortodossa slava autocefala, la prima ad aggiungersi alla Pentarchia (i Patriarcati di Roma, Costantinopoli, Alessandria, Antiochia e Gerusalemme).
Con la dominazione turca, la Bulgaria perse la sua autonomia ecclesiastica, che poté riacquistare solo nel corso del XIX secolo. Dopo la conquista turca, e specialmente nei secoli XVII e XVIII, i bulgari furono governati da vescovi greci, che imponevano loro una forzata politica di ellenizzazione. Nel corso del XIX secolo i bulgari iniziarono a pretendere non solo un clero nativo, ma anche una pari rappresentanza ai livelli più alti della gerarchia. Un insperato aiuto venne dal Sultano di Costantinopoli che nel 1870 firmò il decreto di erezione di una Chiesa nazionale bulgara autonoma, governata da un proprio esarca bulgaro, che risiedeva nella stessa Costantinopoli e governava tutti i bulgari che lo riconoscevano. La nuova situazione non era riconosciuta da nessun sinodo ortodosso. Anzi, il Patriarca Ecumenico Antimo VI radunò un sinodo a Costantinopoli, nel quale venne condannato il "filetismo" - il principio secondo il quale quando una nazione conquista l'indipendenza politica, anche la sua Chiesa acquisisce l'autocefalia - e scomunicava i bulgari. Lo scisma durò fino al 1945, quando ebbe luogo una riconciliazione con pieno riconoscimento dell'autocefalia bulgara entro i limiti dello stato bulgaro.

### Russia
A partire dallo zar Pietro il Grande (1672-1725), che aveva soppresso il Patriarcato, la Chiesa ortodossa russa fu sempre più sottomessa all'autorità e al controllo politico. Nel corso del XIX secolo, tuttavia, gli zar lasciarono sempre più mano libera alla Chiesa, delegando l'autorità e il controllo su di essa agli stessi ecclesiastici. Uno degli aspetti tipici, ma anche negativi del sistema sociale russo era la divisione legale della società russa in un rigido sistema di caste: il clero era una delle caste, e c'era poca possibilità che i figli di un prete potessero scegliere un'altra carriera.
Non mancarono persone e figure eminenti nella Chiesa russa, come, per esempio, Filarete di Mosca (1782-1867), che promosse l'istruzione cristiana, la ricerca teologica, le traduzioni bibliche e l'opera missionaria. L'organizzazione ecclesiastica delle diocesi russe prevedeva in ognuna di esse un seminario per la formazione dei preti, e eccellenti accademie teologiche (le più importanti fondate a Mosca nel 1769, a San Pietroburgo nel 1809, a Kiev nel 1819 a Kazan' nel 1842). Ma fu soprattutto attraverso i monasteri e la loro spiritualità che la chiesa russa iniziò a raggiungere il ceto intellettuale. I monasteri russi furono non di rado visitati da alte personalità del mondo culturale russo, quali Nikolaj Gogol', Lev Tolstoj, e Fëdor Dostoevskij. Quest'ultimo si lasciò ispirare da queste sue visite quando descrisse nei suoi romanzi figure monastiche come Zosima nei Fratelli Karamazov.
Grazie all'influenza spirituale dei monasteri ortodossi, si sviluppò in Russia una viva teologia frutto di intellettuali laici ortodossi: tra questi si possono ricordare soprattutto Aleksej Chomjakov (1804-1860), che apparteneva al circolo slavofilo prima che questo acquisisse una valenza politica; Sergej Bulgakov (1871-1944) e Nikolaj Berdjajev (1874-1948).
L'opera e l'azione della Chiesa russa si sviluppò in particolare nel campo dell'espansione missionaria, in particolare in Asia occidentale, in Giappone e in Alaska; e nel campo scolastico. Nel 1914, la Chiesa russa includeva più di 50.000 preti, 21.000 monaci, e 73.000 monache.
Dopo il 1905, lo zar Nicola II diede la sua approvazione per la formazione di una commissione preconciliare incaricata della preparazione di un Concilio di tutta la Chiesa russa. Lo scopo dichiarato dell'assemblea era ristabilire l'indipendenza della chiesa, perduta sin dai tempi di Pietro il Grande, e alla fine restaurare il patriarcato. Questa assemblea, comunque, sarà destinata a riunirsi solo dopo la caduta dell'impero.

## La Chiesa cattolica nell'epoca contemporanea

### La secolarizzazione: chiesa cattolica e regime liberale nel XIX secolo
Nonostante i tentativi operati dal Congresso di Vienna del 1814 di cancellare la rivoluzione francese e di ritornare all'ancien régime, come se niente fosse successo nel frattempo (cfr. Restaurazione), la società e la politica europea oramai si incamminavano verso una piena e totale autonomia dalla religione, mettendo fine a quel sistema di rapporti tra società e religione che avevano caratterizzato i secoli precedenti e che storicamente prende il nome di ancien régime.
Ora, questo nuovo fenomeno di secolarizzazione, che prende il nome di separatismo, è tipico della società occidentale, ossia di quei Paesi ove è predominante la religione cattolica e protestante, mentre nei Paesi dell'Europa orientale, dove domina la religione ortodossa, non si assiste allo stesso fenomeno. Il principio base fondamentale è che l'ordine politico-civile-temporale e quello spirituale-religioso-soprannaturale sono non solo distinti, ma del tutto separati: Stato e Chiesa procedono per due vie che non si incontrano mai, e che non hanno alcuna relazione tra loro.
I caratteri che connotano questo nuovo rapporto tra la società liberale dell'Ottocento e la religione, e che in modi e tempi diversi da Stato a Stato si affermano nel corso del XIX e XX secolo, si possono così sintetizzare:
- affermazione dell'origine puramente umana della società e dell'autorità civile: viene cioè meno il principio  dell'origine divina dell'autorità civile e della sua conseguente sottomissione all'autorità religiosa;
- affermazione che l'unità politica si fonda sull'identità di interessi politici: cioè solo la comunità politica rappresenta per tutti la garanzia e lo strumento essenziale del bene comune, non più la Chiesa, com'era nei secoli precedenti; con ciò si afferma anche una uguale libertà e dignità di tutti i cittadini all'interno della medesima comunità politica (fine delle discriminazioni per motivi religiosi per i cattolici in Inghilterra, per i protestanti in Francia, per gli ebrei in tutti i Paesi occidentali);
- ha termine il concetto di « religione di Stato » e si afferma la piena libertà di coscienza: con ciò si abolisce lo Stato confessionale, in quanto l'autorità politica deve avere rispetto per tutti i cittadini, qualunque sia il culto che professano; nei paesi latini, dell'Europa e del Sudamerica, questo principio significò in molti casi un'aperta ostilità verso la Chiesa cattolica; in Italia il principio della religione di Stato decade solo con il Concordato del 1983;
- le leggi civili non tengono più conto delle leggi ecclesiastiche: lo Stato, in sé sovrano, non riconosce più la validità delle leggi della Chiesa e può agire o seguire principi del tutto diversi e opposti; su questo punto, le applicazioni sono vastissime basti pensare all'abolizione delle leggi che obbligavano i sudditi alla pratica religiosa, o all'introduzione del matrimonio civile e alla conseguente legge sul divorzio, o alle leggi sulla libertà di stampa e alla conseguente abolizione delle censure ecclesiastiche (questi furono i tre campi principali di scontro tra società liberale e Chiesa cattolica);
- varie attività, finora esercitate prevalentemente dalla Chiesa, vengono ora rivendicate dallo Stato; alcuni esempi: la cura dei registri dello stato civile, l'amministrazione dei cimiteri, la direzione di innumerevoli opere di carità (orfanotrofi, ospedali), e soprattutto l'istruzione dei cittadini; fu proprio sul campo scolastico che la lotta fu aspra e dura: per esempio, in Francia lo Stato arrivò a negare e vietare alle Congregazione religiose qualsiasi attività di insegnamento;
- fine delle immunità tipiche dell'ancien régime, di cui godeva la Chiesa, cioè di quelle esenzioni dal diritto comune, che riguardavano le cose, i luoghi, le persone; su questo campo la lotta tra Stato e Chiesa fu lunga e aspra, e molte spesso la Chiesa riusciva ad ottenere, tramite i Concordati, delle mitigazioni su questo punto (è il caso, per esempio, del Concordato con l'Austria del 1855, e del Concordato con la Spagna franchista del 1953); d'altro canto, e in molti casi, lo Stato rivendicava a sé la nomina dei vescovi, negando così alla Chiesa quel diritto alla libertà che affermava risolutamente per sé.
- abolizione di ordini religiosi, soprattutto contemplativi, e confisca dei beni ecclesiastici da parte dello Stato.

Questi aspetti, sinteticamente delineati, si affermarono in tutti i Paesi dell'Europa, ma in tempi ed in modi diversi.
Di fronte all'affermazione del principio di separazione fra Chiesa e Stato, si confrontano nell'Ottocento due correnti:
- i cattolici intransigenti: di fronte alle libertà moderne, che trovano la loro ragione teorica nella rivoluzione francese, l'atteggiamento della maggior parte dei cattolici è quello di un netto rifiuto: la libertà è figlia del demonio perché apre la via a innumerevoli peccati; in sé il liberalismo è perverso, dunque le sue dottrine sono da rigettarsi in blocco; il movimento dei cattolici intransigenti è chiamato anche ultramontanismo;
- i cattolici liberali; i cattolici liberali, in opposizione agli intransigenti, cercavano di capire, chiarificare ed accettare i principii del 1789; l'incontro della fede tradizionale con il nuovo clima sorto con la rivoluzione francese spingeva un gruppo sempre più crescente di ambienti cattolici a guardare in modo nuovo i rapporti tra società civile e società religiosa (vedi anche Cristianesimo liberale).

È in questo dibattito tra intransigenza e libertà, che il mondo cattolico dell'Ottocento si dibatté a lungo, fra aperture e chiusure, accettazioni e condanne.

### Chiesa cattolica fra tradizione e modernità
(Emanuele Artom, in Rassegna Storica Toscana, 4, 1958, p. 217)
Questa osservazione di uno storico italiano, peraltro non cattolico, delinea in poche righe la vita e l'azione della Chiesa nel corso dell'Ottocento. Certamente le condizioni della Chiesa durante tutto il XIX secolo a prima vista non appaiono delle più felici:
- l'autorità della Santa Sede nella politica internazionale è quasi del tutto scomparsa: i Legati pontifici, per esempio, sono esclusi dai grandi congressi e dalla conferenza di pace di Versailles nel 1919;
- il potere temporale cessa di esistere con l'annessione al Regno d'Italia;
- gli Stati oramai ricusano la loro sanzione alle decisioni ecclesiastiche, che per lo più restano lettera morta;
- le leggi di laicizzazione privano la Chiesa dei suoi tradizionali mezzi di sussistenza;
- ma soprattutto, incolmabile sembra essere il solco che si forma tra la Chiesa cattolica e il mondo moderno:
  - la società contemporanea esalta l'ideale della libertà; la Chiesa si allea invece con i regimi assoluti, o almeno ciò che resta di essi, come per esempio l'Austria di Francesco Giuseppe e la Francia di Napoleone III;
  - alla luce delle nuove scoperte scientifiche e storiche si formulano nuove ipotesi sull'origine dell'universo; la Chiesa guarda con sospetto alle nuove correnti della scienza e cerca di difendersi con inefficaci e oramai anacronistiche proibizioni;
  - la cultura moderna si impregna di idealismo e di positivismo; il socialismo offre al proletariato un appoggio per la sua redenzione sociale ben più efficace di quello promesso dai cattolici, troppo spesso pronti solo a parlare di rassegnazione.

Ma insieme alle resistenze e alle difficoltà ad abbandonare la tradizione, vi sono elementi che dicono anche novità e lento adeguamento alla modernità.

#### Una Chiesa più indipendente
Le lotte condotte dalla Chiesa contro gli Stati moderni liberali (separatismo) rompono definitivamente quella stretta solidarietà che legava nell'ancien régime trono e altare, Stato e Chiesa. Alcuni esempi:
- nel gennaio 1904 Pio X condanna esplicitamente l'intromissione dei governi nella elezione del papa (costituzione apostolica Commissum Nobis); è la fine di ogni forma di giurisdizionalismo;
- nei primi mesi del 1905 il Papa nomina, in modo assolutamente libero e senza ingerenze statali, alcuni vescovi francesi; è la prima volta, almeno dai tempi di Filippo il Bello, che un pontefice può nominare vescovi senza l'autorizzazione o la diretta nomina statale;
- i due ultimi concili della Chiesa cattolica (il Vaticano I e il Vaticano II) hanno goduto di una libertà che non ha precedenti negli altri Concili della Chiesa cattolica; è significativo il fatto che al Concilio Vaticano I si decise, per la prima volta, di non invitare nessun capo di Stato cattolico (come era stato fatto fino al Concilio di Trento): il Presidente del Consiglio in Francia, l'Ollivier, annotò: « È la separazione della Chiesa e dello Stato, attuata dal papa stesso ». E all'inizio del Vaticano II, Giovanni XXIII ribadiva: « Non si può negare che queste nuove condizioni della vita moderna hanno almeno questo vantaggio, di aver tolto di mezzo quegli innumerevoli ostacoli, con cui un tempo i figli del secolo impedivano la libera azione della Chiesa… Non senza grande speranza e con nostro conforto vediamo che la Chiesa, oggi finalmente non soggetta a tanti ostacoli di natura profana, che si avevano nel passato, possa da questa basilica vaticana far sentire la sua voce » (dal Discorso di apertura del Vaticano II).

#### L'ultramontanismo
Più indipendente nei confronti dello Stato, la Chiesa serra le file attorno al suo capo, il Papa. Nasce così e si sviluppa nel corso dell'Ottocento l'ultramontanismo, fenomeno che, se da un lato mette fine al gallicanesimo e ad ogni forma di autonomia delle Chiese nazionali, dall'altro si caratterizza per un forte accento di intransigenza. Diversi fattori hanno portato alla nascita dell'ultramontanismo, tra cui gli scritti di De Maistre e Lamennais, che esaltano le prerogative del papato e il suo influsso nella società; e l'azione dei Papi dell'Ottocento (soprattutto Pio IX), che in molte occasioni raccolgono a Roma vescovi, sacerdoti e fedeli in grandi raduni e manifestazioni pubbliche, con l'intento di resistere meglio al processo di laicizzazione della società.
Questo processo porta inevitabilmente ad una maggiore centralizzazione, cioè in pratica ad un sempre maggior intervento delle Congregazioni vaticane nella vita delle singole diocesi; ad una maggior uniformità della disciplina ecclesiastica; ad un maggior senso di appartenenza non a questa o quella Chiesa locale, ma alla Chiesa del Papa, alla Chiesa di Roma.

#### Il clero secolare
La situazione del clero secolare nel corso dell'Ottocento è varia ed offre caratteristiche assai diverse in America e nel vecchio continente.
Negli Stati Uniti i sacerdoti secolari rimasero a lungo inferiori ai bisogni di una popolazione in continuo aumento. Nel 1860, l'85% del clero era costituito da immigrati, di cui i vescovi facevano sempre più richiesta. Nel 1857, a Lovanio fu aperto un seminario per la preparazione di sacerdoti destinati all'America del Nord.
In America Latina, il numero dei sacerdoti era più o meno sufficiente alle esigenze e ai bisogni pastorali, ma il loro livello morale non era all'altezza della situazione. In particolare era drammatica la situazione del clero in Brasile: nelle visite ad limina al Papa, i vescovi brasiliani si lamentano dello scarso numero di preti (1 ogni diecimila abitanti) e del diffuso concubinaggio sacerdotale.
La situazione europea è totalmente diversa. Da un lato si assiste ad un calo sostanziale del numero di sacerdoti rispetto ai secoli precedenti (dovuto spesso alla fine del concetto di carriera ecclesiastica cui spesso i giovani di molte famiglie nobili o borghesi erano destinati), dall'altro la loro condizione e formazione è molto migliorata.

#### Gli Istituti religiosi
Nel corso dell'Ottocento, gli Istituti religiosi offrono uno spettacolo apparentemente contraddittorio di forte crisi, ma anche di promettente sviluppo.
La crisi è dovuta alla difficoltà a rinunciare agli antichi privilegi e alla libertà di cui i religiosi dei vecchi ordini avevano goduto a lungo nei secoli precedenti. Questo è evidente nella pratica del voto di povertà, nell'insufficienza della selezione e della formazione dei candidati, nelle continue beghe dei religiosi tra loro e col clero secolare. La Santa Sede intervenne in più occasioni, da un lato istituendo speciali Congregazioni vaticane per la riforma della vita religiosa; dall'altro con la pubblicazione di norme e direttive riformatrice, estese a tutti gli ordini, vecchi e nuovi.
Se da un lato è in atto una crisi che coinvolge soprattutto gli antichi ordini religiosi, dall'altro si assiste nel corso dell'Ottocento ad un fiorire prodigioso e vertiginoso di nuove Congregazioni religiose, e soprattutto di Congregazioni religiose femminili di vita attiva, ossia di Congregazioni dedite ad opere di apostolato fuori dal convento e dalla clausura (cui erano obbligatoriamente relegate le religiose). In Italia, nel corso del XIX secolo si assiste alla nascita di 23 nuove Congregazioni religiose maschili e di ben 183 nuovi istituti religiosi femminili: la maggior parte di queste nuove Congregazioni è dedita all'assistenza agli ammalati, all'educazione, alla scuola.

#### Nuove forme di apostolato dei laici
Lo storico gesuita Giacomo Martina paragona « l'ingresso dei laici nella lotta per la difesa dei diritti della Chiesa all'irrompere della donna nella vita consacrata attiva, e costituisce uno dei tratti salienti della vita del popolo di Dio nell'età posteriore alla rivoluzione francese ».
L'iniziativa di un intervento diretto del laicato cattolico nella società contemporanea e nella vita politica e sociale all'inizio è mal visto dalla Santa Sede, e considerato come un'ingerenza.

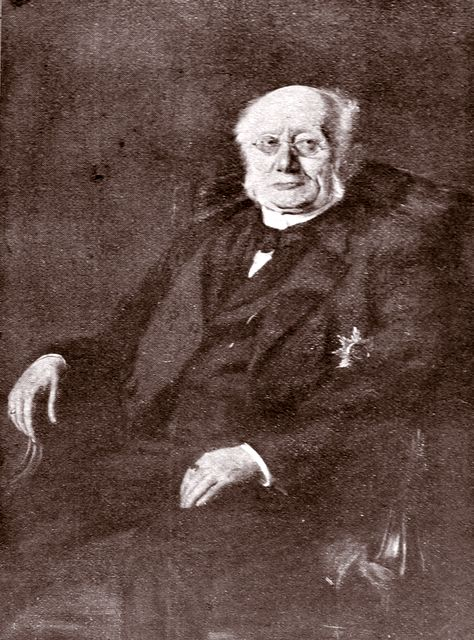
Ludwig Windthorst

In Germania, Francia e in Italia si sviluppa tutta una rete di associazioni con fini assistenziali, liturgici, culturali, sociali: nascono così le Conferenze di San Vincenzo, la Società per la Propagazione della fede, la Borromäusverein per la diffusione della stampa, il Movimento Ceciliano per il rinnovamento della musica sacra; si diffondono i Congressi Cattolici, la Società della gioventù cattolica che poi diviene l'Azione Cattolica. La novità più decisiva è la nascita di veri e propri partiti politici di ispirazione cattolica, che in modi e tempi diversi da Paese a Paese, ottengono voti e siedono in Parlamento. Il più importante, nell'Ottocento, è il partito cattolico tedesco, lo Zentrum, che dopo il 1870 si libera dai caratteri prettamente confessionali; la medesima cosa in Olanda nel 1877, in Belgio nel 1863, in Austria con il partito cristiano sociale, ed in Italia con il Partito Popolare di Don Sturzo.
Tutti questi partiti politici, devono lottare da un lato contro l'integrismo, che voleva far assumere dalla gerarchia ecclesiastica la responsabilità di scelte politiche contingenti; e dall'altro contro l'aconfessionalismo assoluto, che rischiava di portare all'abbandono del fine per cui il partito era sorto. E così, appare lungimirante la scelta del capo dello Zentrum, il Windthorst, che nel 1887 si rifiutò di seguire le pressioni papali che volevano un appoggio al Bismarck nella speranza di ottenere migliori condizioni per la vita della Chiesa cattolica in Germania: per un partito di ispirazione cristiana, affermò il Windthorst, è necessario mantenere la propria indipendenza nelle scelte politiche concrete.

#### L'azione missionaria
Un altro punto di notevole interesse e di risveglio del mondo cattolico fu l'azione missionaria, che dopo il declino del Settecento e il tracollo quasi completo con la rivoluzione francese, subì un'impennata positiva, grazie in modo particolare: al Romanticismo che, con il Chateaubriand e il suo Génie du christianisme, esaltava l'opera civilizzatrice della Chiesa; alle nuove esplorazioni, che per la prima volta fecero conoscere all'Europa l'Africa e l'Estremo Oriente; alle iniziative di vari Pontefici (in particolare Pio VII, Gregorio XVI, Pio IX e Leone XIII).

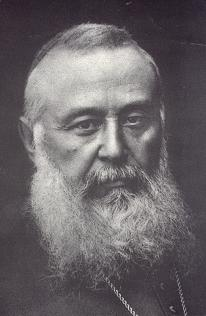
Il cardinal Lavigerie

Ma fu ancora una volta dalla base che arrivò un impulso decisivo all'azione missionaria. Si ricorda la nascita dell'Opera della Propagazione della fede di Pauline Marie Jaricot nel 1822 e il fiorire di numerose Congregazione missionarie: le Missioni Estere di Parigi (MEP), il Pontificio Istituto delle Missioni Estere di Milano (PIME), l'Istituto per le missioni africane (Comboniani), i Saveriani di Parma, i Padri Bianchi del cardinal Lavigerie, i Missionari di Scheut in Belgio, i Missionari di Mill Hill in Inghilterra, la Società del Verbo Divino nei Paesi Bassi. A queste vanno aggiunte tutte le Congregazioni religiose sorte in questo periodo non necessariamente dedite alle missioni, ma che fecero di questo campo uno dei loro punti principali: tra queste si ricordano soprattutto i Salesiani di Don Bosco.
Gli sforzi missionari si diressero soprattutto in Africa, continente che venne riscoperto nell'Ottocento, e nell'Estremo Oriente, in particolare in Cina, Giappone, Indocina e Oceania. Non va comunque dimenticato che le missioni del XIX secolo risentono ancora, nella mentalità e nella prassi, delle caratteristiche tipiche dell'ancien régime: l'evangelizzazione è ancora legata all'appoggio dei governi europei e all'europeizzazione, è fondata su una teologia oramai superata, fonda la possibilità di salvezza nella sola appartenenza alla Chiesa visibile, misconosce in molti casi gli autentici valori delle religioni orientali. Inoltre, certi retaggi del passato sono ancora difficili da superare: è il caso della Chiesa del Brasile, dove, ancora a metà dell'Ottocento, vigeva la schiavitù a cui aderivano anche le istituzioni ecclesiastiche (per esempio, una donna poteva essere affrancata solo se dava 5 figli maschi al convento di cui era schiava).

### Chiesa cattolica e "questione romana"
La cosiddetta "questione romana" è la controversia politica relativa al ruolo di Roma, sede del potere spirituale e temporale del Papa ma, al contempo, capitale naturale d'Italia. La controversia sorge con il Risorgimento italiano, a cui si contrappone il Papato, che considerava il potere temporale essenziale per la sua sopravvivenza. L'intransigenza papale sulla questione romana ebbe come conseguenza un forte incremento dell'anticlericalismo; la mancanza dei cattolici dalla vita politica nazionale e dunque una tendenza laicista del governo nei confronti della Chiesa; il fatto che l'Italia, per almeno trent'anni, fu spaccata in due (cfr. lo storico steccato), e questo portò a considerare sempre negativamente tutto ciò che avveniva nel campo non confessionale (anche quello che di buono c'era: una delle cause della crisi modernista).

#### Pio IX e la "questione Romana"
L'avvento al soglio pontificio di Pio IX nel 1846 aveva suscitato speranze di una conciliazione tra il papato e le aspirazioni nazionali, soprattutto dopo l'introduzione nello Stato Pontificio di riforme che non usavano gli schemi del dispotismo illuminato (amnistia per i reati politici, moderata libertà di stampa, creazione di un consiglio di ministri, di una guardia civica, prudente e limitata ammissione dei laici al governo, concessione di una carta costituzionale). Nasce il mito di Pio IX, papa liberale ed antiaustriaco.
Ma lo scoppio della prima guerra di indipendenza contro l'Austria obbliga il Papa a chiarire le sue posizioni: nell'allocuzione del 29 aprile 1848, egli dichiara di non poter partecipare ad una guerra contro l'Austria perché inconciliabile con i suoi doveri di capo della Chiesa universale (e nella redazione ufficiale scompare il tono filoitaliano presente nella minuta). Pur non condannando la guerra all'Austria e non vietando ai sudditi pontifici di partecipare, a titolo personale, alla guerra, l'allocuzione sferzò l'entusiasmo di molti italiani, che gridarono al tradimento.
La situazione precipita: il 15 novembre 1848 viene ucciso il primo ministro Pellegrino Rossi; il 16 scoppia una rivolta ed il 24 Pio IX è costretto a fuggire a Gaeta. Ritorna a Roma solo nell'aprile del 1850, dopo che le truppe francesi avevano sconfitto le truppe della neonata Repubblica romana. Tutti questi avvenimenti rafforzarono nel Papa la diffidenza verso il liberalismo.
Il biennio 1859-1861 vede la nascita del Regno d'Italia con la sottrazione di una parte notevole dello Stato Pontificio. Pio IX scomunica gli usurpatori, mentre Cavour propone al Papa la rinunzia a Roma proponendo la libertà alla Chiesa mediante la separazione dei due poteri. Ma il papa si chiude in una sempre più forte intransigenza, aumentando il solco tra coscienza nazionale e coscienza religiosa.
Pio IX aveva sempre sperato nell'aiuto delle potenze cattoliche, specialmente della Francia. Ma il 15 settembre 1864, una convenzione tra Napoleone III e il governo italiano portava al ritiro delle truppe francesi da Roma con la rassicurazione italiana di rispettare i resti del potere temporale papale. In seguito, la sconfitta francese contro i prussiani e la caduta di Napoleone, permette al governo italiano di occupare Roma, il 20 settembre 1870, e di mettere fine al secolare Stato Pontificio.
Il 13 maggio 1871, con la Legge delle Guarentigie, lo Stato italiano, unilateralmente non riconosceva al papa nessuna sovranità, ma gli prometteva onori sovrani, l'uso (non la proprietà) del Vaticano; lo Stato poi rinunziava alla nomina dei vescovi (pur mantenendo l'exequatur e non riconoscendo i religiosi). Pio IX respingeva tutte queste decisioni ed anche la somma annua garantitagli dallo Stato che considerava un usurpatore dei diritti papali.

#### La "questione Romana" dopo il 1870
Dopo il 1870 si possono distinguere due periodi diversi circa i rapporti tra Santa Sede e Stato Italiano.
Il pontificato di Leone XIII è caratterizzato da un inasprimento dei rapporti, con un crescente anticlericalismo e la contrapposta intransigenza cattolica. Sulla questione romana le posizioni restavano immutate: per i liberali la legge delle guarentigie aveva risolto definitivamente il problema, mentre i cattolici auspicavano il ristabilimento del potere temporale, come condizione indispensabile per il libero esercizio dell'autorità papale (almeno a Roma, così la pensava anche Leone XIII). Continuava invece il Non expedit (« non conviene ») vaticano sull'astensione dei cattolici dalla vita politica (mentre era possibile la partecipazione alle elezioni amministrative). Autoesclusi dalla partecipazione diretta alla vita politica, i cattolici si raccolsero in movimenti di opposizione fuori dal parlamento (confluiti poi nell'Opera dei Congressi).
I pontificati di Pio X, di Benedetto XV e di Pio XI (cioè i primi tre decenni del XX secolo) videro invece la distensione ed un graduale riavvicinamento. Infatti le affermazioni politiche dei socialisti provocarono l'alleanza tra cattolici e liberali moderati (Giolitti) in molte elezioni amministrative, alleanza detta clerico-moderatismo. Segno di questi mutamenti è l'enciclica del 1904 Il Fermo Proposito, che se conservava il non expedit, ne permetteva tuttavia larghe eccezioni, che poi si moltiplicarono: vari cattolici così entrarono in parlamento, anche se solo a titolo personale.
Nel 1913, con il Patto Gentiloni, si ebbe la vittoria del cosiddetto clerico-moderatismo, che permise ai cattolici di partecipare alle elezioni politiche. I cattolici dettero voti ai candidati liberali che avevano aderito ad alcuni punti programmatici (libertà della scuola, opposizione al divorzio, ecc.); a loro volta i liberali promettevano l'appoggio a qualche candidato cattolico. Sulla questione romana le pretese territoriali vennero sempre di più a scemare; il problema si riduceva ormai alla ricerca di condizioni giuridiche che assicurassero al papa un'indipendenza effettiva e palese.
Nel 1919 fu abrogato ufficialmente il Non expedit, già morto da tempo, e fu fondato il Partito Popolare, vagheggiato già nel 1905 da Don Sturzo come partito di ispirazione cattolica, ma aconfessionale, indipendente dalla gerarchia nelle sue scelte politiche.

### Chiesa cattolica e "questione sociale"
L'immenso progresso tecnico, industriale e commerciale nell'Europa dell'Ottocento e dei primi del Novecento è accompagnato da notevoli problemi di carattere sociale e psicologico e da una diffusa disuguaglianza: ossia la concentrazione di ingenti ricchezze nelle mani di pochi imprenditori e «al giogo poco men che servile imposto da un'esigua minoranza di straricchi all'infinita moltitudine di proletari» (Leone XIII, Rerum Novarum, n. 2). Al benessere di pochi fa da contraltare il malessere, il degrado, la miseria dei lavoratori:
- orari di lavoro impossibili;
- arruolamento indiscriminato di donne e bambini, anche in tenera età;
- mancanza di ogni sicurezza di fronte a infortuni e malattie;
- salari appena sufficienti al singolo operaio, non alla sua famiglia;
- mancanza di igiene sul posto di lavoro e nelle abitazioni dei lavoratori;
- esclusione assoluta della classe operaia da ogni decisione in ambito lavorativo.

Ben presto, di fronte al ripetersi sempre più frequente di tumulti e insurrezioni operaie (1831 e 1848), iniziano a diffondersi le prime idee sociali e i primi tentativi di risolvere quella che è passata alla storia come “questione sociale”.
Senza entrare nel merito della genesi e delle cause della questione sociale, e rimandando alle voci proprie relative ai primi e importanti tentativi, a livello teorico, di dare una risposta ai problemi e alle esigenze della classe operaia (Saint-Simon, Fourier, Pierre Proudhon, Karl Marx), sono variegate le posizioni cattoliche di fronte alla questione sociale.

#### Il risveglio dei cattolici di fronte al problema
In generale i cattolici solo con un certo ritardo presero coscienza della questione sociale, e fra essi si svilupparono due tendenze, che persistettero l'una accanto all'altra per oltre un secolo:
- da una parte la ricerca di soluzioni ai problemi sociali nel campo assistenziale-caritativo; restava infatti il principio che l'operaio non può rovesciare l'ordine costituito (in aperto contrasto con il socialismo);
- dall'altra parte un'azione a favore della classe operaia non solo di stampo assistenziale-caritativo e paternalistico, ma un'azione propriamente sociale, con il riconoscimento dei diritti dell'operaio e della difesa collettiva di questi diritti. Per esempio, prova di questa lenta maturazione è in Italia il diverso nome che assunse la seconda sezione dell'Opera dei Congressi, dedicata ai problemi sociali: si passa da “sezione della carità” (1874), a “sezione della carità ed economia cattolica” (1879), per arrivare a “sezione dell'economia sociale cristiana” (1887).

##### La linea conservatrice
Per buona parte dell'Ottocento i cattolici condivisero per lo più i sentimenti della borghesia sull'ineluttabilità delle leggi economiche e sulla fatalità della miseria che accompagna l'umanità in tutta la sua storia: un cambiamento della situazione è considerato utopico.
I documenti dei Papi e gli scritti cattolici più o meno scientifici che si muovono in questa linea, sono preoccupati di difendere la proprietà privata e di condannare le opere e le idee dei socialisti.
Pio IX, nella sua enciclica programmatica Qui pluribus del 1846 condanna il socialismo e il comunismo (ribadita nella Quanta cura e nel Sillabo del 1864), ma insieme critica fortemente l'amoralismo economico e la negazione di ogni diritto naturale.
Leone XIII non si allontana inizialmente da queste posizioni:
- nella Quod Apostolici Muneris (1878) condanna ancora il socialismo, riafferma il diritto di proprietà, raccomanda ai ricchi di dare ai poveri il superfluo, e raccomanda ai poveri di frenare le ambizioni e di custodire l'ordine stabilito: « Cristo incalza i ricchi col gravissimo precetto di dare ai poveri il superfluo, e li spaventa intimando loro il giudizio divino, secondo il quale se non verranno in aiuto dell'indigenza saranno puniti con eterni supplizi. Da ultimo ricrea e conforta considerevolmente gli animi dei poveri sia proponendo l'esempio di Cristo il quale, essendo ricco, si fece povero per noi (2Cor 8,9), sia ripetendo quelle parole di Lui, con le quali chiama i poveri beati, e comanda loro di sperare i premi dell'eterna beatitudine… Che [tutti] prestino ossequio all'autorità dei Principi e delle leggi, e che, frenate le cupidigie, custodiscano gelosamente l'ordine stabilito da Dio nella civile e nella domestica società »;
- idee analoghe appaiono nell'enciclica Auspicato Concessum: « La difficoltà che travaglia le menti degli uomini di governo sul modo di equamente comporre le ragioni dei ricchi e dei poveri, resta mirabilmente sciolta una volta che sia scolpita negli animi la persuasione che la povertà non è per se stessa spregevole: occorre che il ricco sia caritatevole e munifico; che il povero sia rassegnato e attivo, e poiché nessuno dei due è nato per i mutabili beni della terra, gli uni con la sofferenza, gli altri con la liberalità si procurino di raggiungere il cielo »;
- infine nell'enciclica Graves de Communi Re (1901), il Pontefice definisce la democrazia « benefica azione cristiana a favore del popolo ».

##### La linea sociale
Accanto alla linea conservatrice, si sviluppa pian piano un atteggiamento diverso, più propositivo e costruttivo.
Inizialmente, si assiste alla nascita di diverse organizzazioni cattoliche assistenziali e caritative (per esempio le Conferenze di San Vincenzo de' Paoli, fondate dall'Ozanam a Parigi nel 1833; la Società di San Francesco Saverio nata nel 1840; le Gesellenverein, associazioni di apprendisti, fondate in Germania dal sacerdote Adolf Kolping nel 1847; da non sottovalutare poi le azioni caritative del Cottolengo e di Don Bosco a Torino), che però erano ancora limitate da una mentalità paternalistica. Sul piano teorico, non mancano le prime denunzie della situazione della classe operaia ed in genere dei problemi legati alla questione sociale e i primi tentativi di soluzione. Si ricordano alcuni esempi:
- nel corso del 1848, sulla rivista cattolica francese « Ere nouvelle », autori come Lacordaire, Maret, Ozanam tracciano un programma sociale che desta scandalo fra i bempensanti: parlano di legislazione a difesa dell'infanzia, della malattia, della vecchiaia; di associazionismo operaio; di comitati misti padroni-lavoratori per comporre le vertenze in ambito lavorativo; si riconosce un diritto al lavoro, che appare alla borghesia come una follia.
- all'inizio degli anni cinquanta dell'Ottocento, sulla rivista romana dei Gesuiti « Civiltà Cattolica », appaiono con sempre più frequenza articoli che, se da un lato manifestano ancora un forte tono paternalistico, dall'altro individuano i principi per una soluzione della questione sociale: subordinazione dell'economia alla morale, perché l'amoralismo economico porta necessariamente all'oppressione dei deboli; affermazione della funzione sociale della proprietà privata; necessità dell'intervento statale nelle questioni economiche; importanza dell'associazionismo professionale.
- di notevole spessore infine i discorsi e gli scritti del vescovo di Magonza, Emmanuel von Ketteler, eletto poi deputato nel Reichstag, che insiste sulla necessità per la Chiesa di intervenire nella questione sociale perché essa è anche una questione morale, e sull'urgenza per lo Stato di interessarsi delle classi operaie, aiutandole ad organizzarsi e a proteggersi contro ogni iniquo sfruttamento.

La rivolta parigina del 1871 cambiò radicalmente la situazione intensificando il movimento cattolico, giustificato da un lato dalla paura ora effettiva di ciò che il malessere sociale poteva causare, dall'altro dalla paura di perdere le masse sempre più attratte dal socialismo.
- In Austria, le idee del von Ketteler furono riprese da Karl von Vogelsang, che nelle tesi di Haid (pubblicate nel 1883) si orientava verso un deciso corporativismo.
- In Francia, si confrontano da una parte la linea conservatrice della scuola di Angers guidata dal suo vescovo mons. Freppel; dall'altra una linea socialmente più aperta, i cui maggiori esponenti furono René de La Tour du Pin, Albert de Mun e l'industriale Léon Harmel.
- In Belgio prevale la linea conservatrice, difesa dal professore di economia politica di Lovanio, Charles Périn.
- In Italia si ha la nascita dell'Opera dei Congressi, la cui seconda sezione prenderà nel 1887 il nome di “sezione dell'economia sociale cristiana”. Si sviluppano nello stesso tempo studi teorici sull'argomento: dopo il 1889 si organizza l'Unione cattolica per gli studi sociali diretta da Giuseppe Toniolo; a Roma il gesuita p. Liberatore pubblicava i suoi Elementi di economia politica sotto lo stimolo e la guida dello stesso pontefice Leone XIII.
- Negli Stati Uniti, il cardinale Gibbons difende i Knights of Labor ("Cavalieri del lavoro"), uno tra i primi sindacati cristiani (1869) composto di soli operai, e approvato dal Sant'Uffizio nel 1888.
- In Inghilterra, il cardinal Manning scende direttamente in piazza per difendere i diritti dei lavoratori irlandesi (1874 e 1889).
- In Svizzera, attorno a mons. Mermillod, vescovo di Ginevra, si raccoglie verso il 1884 l'Unione di Friburgo, che vede a confronto studiosi cattolici francesi, italiani, tedeschi, austriaci e belgi.

Ormai i cattolici si convincono sempre più dell'insufficienza del sistema caritativo-assistenziale, ma non riescono ancora a trovare una strada univoca per quanto riguarda i tre principali punti di discussione, che animarono gli interventi negli anni precedenti la Rerum Novarum, ossia: l'associazionismo operaio, l'intervento statale, la determinazione del giusto salario.
1. L'associazionismo operaio. Per i più, era impensabile un'associazione professionale composta di soli operai (sindacati semplici), perché si respingeva l'idea che le classi lavoratrici potessero da sole difendere i loro diritti e realizzare le loro aspirazioni; e perché una tale associazione si contrapponeva, logicamente, alle associazioni composte di soli padroni, fomentando così quella lotta di classe auspicata dai socialisti, ma aborrita dal mondo cattolico. In questo modo, prevalse l'idea di associazioni o sindacati misti di operai e padroni, sullo schema delle antiche corporazioni, dove assieme si discutevano i problemi e assieme si trovava una soluzione.
2. L'intervento statale. Su questo punto le posizioni cattoliche furono assai divergenti, soprattutto sui contenuti e le modalità di intervento statale. Nel congresso cattolico di Liegi del 1890 si raggiunse un compromesso: era riconosciuto legittimo l'intervento statale ma solo per regolare gli orari di lavoro, non per determinare il salario.
3. Il giusto salario. Anche in questo campo, le posizioni cattoliche erano divergenti e assai diversificate: da un lato si affermava che la determinazione del salario dipendeva solo dal lavoro (domanda-offerta) e non dai bisogni del lavoratore; dall'altro si affermava che un salario giusto doveva tener conto non solo delle esigenze dell'operaio, ma anche della sua famiglia.

Tutte queste discussioni offrirono a papa Leone XIII un ampio materiale su cui riflettere e prepararono così il suo intervento decisivo, l'enciclica Rerum Novarum del 15 maggio 1891.

#### LaRerum Novarum

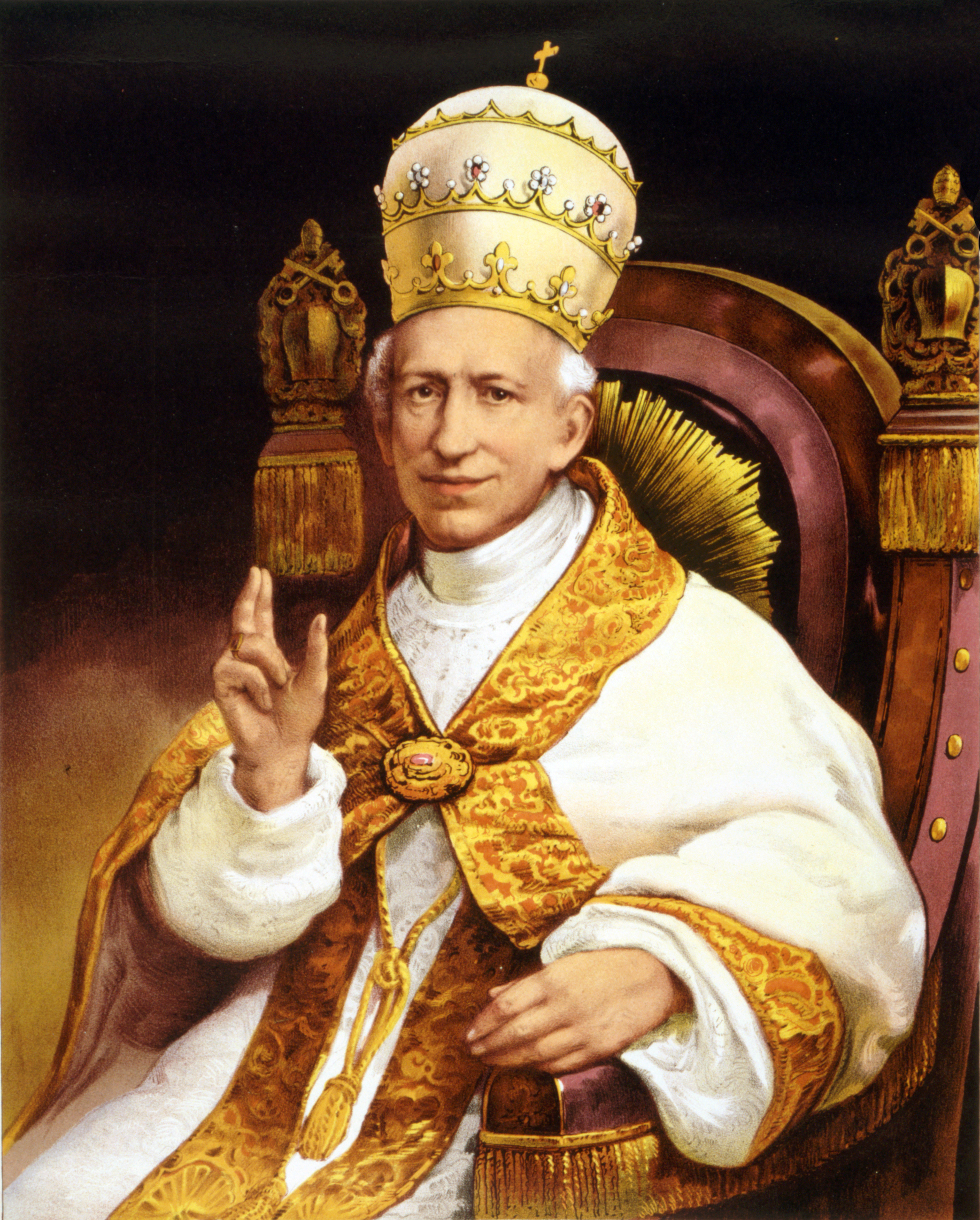
Papa Leone XIII

L'intervento di Leone XIII, che raccoglie il frutto di quasi un cinquantennio di studi, riflessioni e discussioni in ambito cattolico, segna una svolta nella posizione cattolica nei confronti della questione sociale.
L'insegnamento del Papa si può riassumere in quattro punti essenziali:
1. è ribadito il diritto naturale della proprietà privata, ma ne è sottolineata anche la funzione sociale;
2. è attribuito allo Stato il compito di promuovere la prosperità pubblica e privata, con il netto superamento dell'assenteismo statale tipico del liberismo; ma insieme all'azione statale sono posti dei limiti, dovuti al carattere di supplenza del suo intervento;
3. il Papa ricorda agli operai i loro doveri nei confronti degli imprenditori, ma insieme afferma che ad essi, per stretta giustizia, è dovuto un giusto salario che permetta loro un tenore di vita che sia veramente umano, superando così una concezione puramente economica del lavoro;
4. infine il Pontefice condanna la lotta di classe, ma assieme afferma la necessità per i lavoratori di riunirsi per difendere i loro diritti, anche in associazioni formate esclusivamente da operai.

Fu proprio quest'ultimo punto a suscitare le discussioni maggiori: il Papa ammetteva il diritto per gli operai di riunirsi, ma non specificava in alcun modo se le associazioni di soli operai dovevano improntarsi allo stile delle corporazioni già viste nei secoli precedenti o piuttosto ai sindacati moderni.

### Tra tradizione e modernità

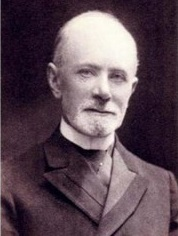
Alfred Loisy, biblista e storico francese, esponente del modernismo teologico

Tra la fine del XIX secolo e l'inizio del XX secolo si sviluppò in ambito cattolico un movimento di pensiero teso al rinnovamento e alla riforma del cattolicesimo, noto come modernismo teologico. L'intento di questo movimento era di conciliare, quando possibile, la cultura cattolica con le scienze moderne, mettendo fine allo scontro "culturale" tra scienza e fede, stato e chiesa, modernità e tradizione. Gli ambiti privilegiati in cui si muoveva il movimento modernista erano la filosofia, la teologia (soprattutto i dogmi), la storia ecclesiastica, l'esegesi biblica, l'ambito sociale. I modernisti ambivano a riformare la Chiesa dall'interno rendendola più spirituale, più carismatica rendendola così più attraente per l'uomo moderno. Non per ultimo, vi era un impulso alla storicizzazione della fede e delle sacre scritture. Sebbene tale movimento non possa essere considerato unitario ma diviso in tante sfaccettature, questi erano i principali caratteri in cui i sostenitori si riconoscevano.
La diffusione in ambito cattolico di un senso di disagio e insieme di un bisogno di aggiornamento, presentava infatti tutta una gamma di atteggiamenti e di posizioni, che variavano da un autentico bisogno di riforma, nel rispetto della fede, a un desiderio di cambiamento che andava oltre, fino a raggiungere posizioni eterodosse, lontano da una fede autentica e da un genuino senso di Chiesa. Ed è così che accanto a personaggi autorevoli, desiderosi di una riforma e di un vero aggiornamento della Chiesa cattolica, nella fedeltà a Roma, ma insieme nel desiderio di rispondere alle nuove esigenze dei tempi, si trovano anche molti studiosi che, nelle loro speculazioni e nei loro atteggiamenti, finirono per alienarsi le autorità ecclesiastiche fino ad abbandonare la Chiesa o ad esserne esclusi. Tra i maggiori rappresentanti del modernismo, quasi tutti sacerdoti cattolici, si ricordano soprattutto quelli che poi finirono per rompere con la Chiesa: Alfred Loisy, George Tyrrell, Ernesto Buonaiuti, Romolo Murri.

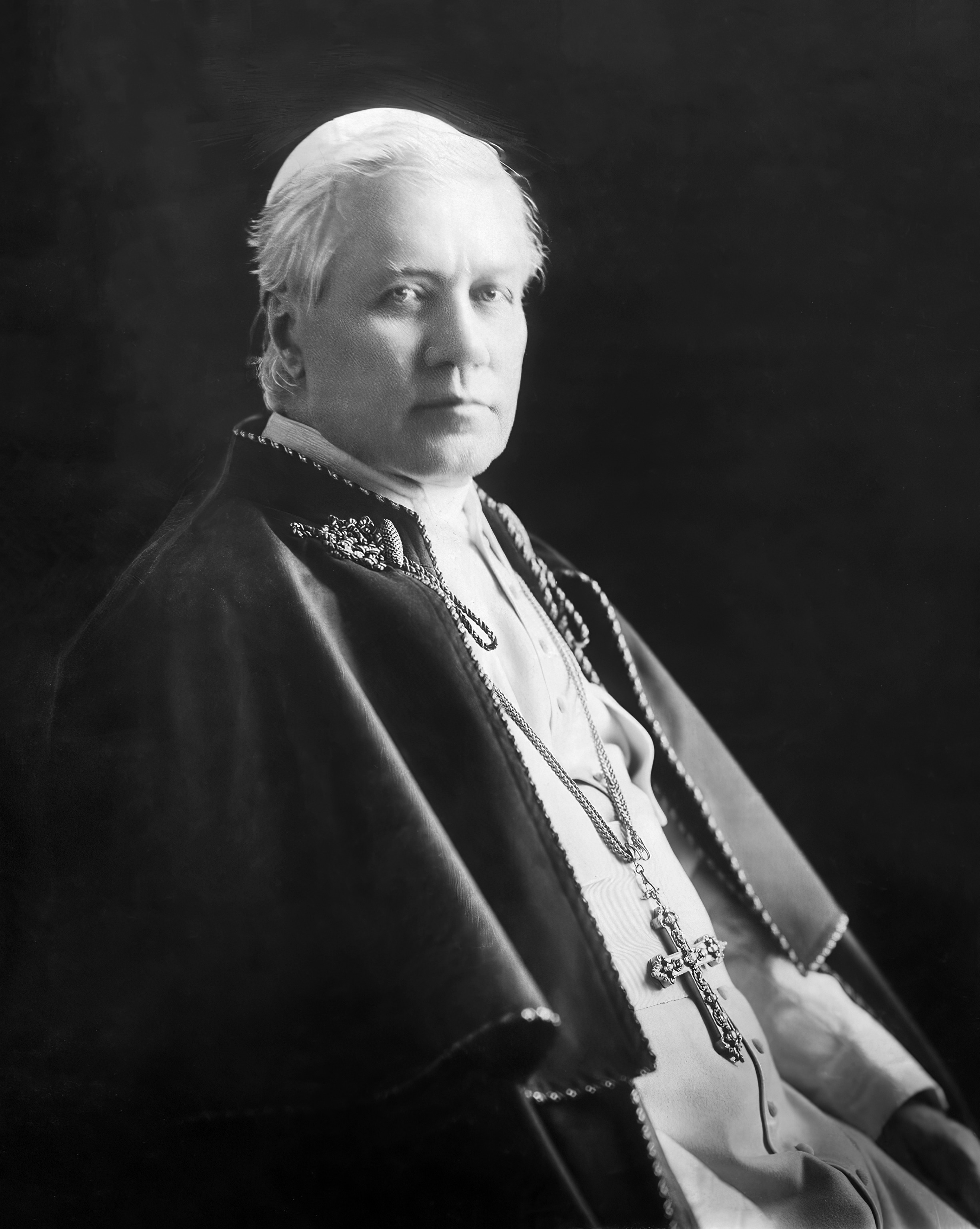
Papa Pio X, ricordato per la sua ferma condanna al modernismo teologico

La Santa Sede e Pio X intervennero duramente contro questo movimento, condannarono il modernismo senza distinguere tra posizioni estremiste e ala moderata. Con il decreto Lamentabili sane exitu la Congregazione dell'Indice condannò, nel luglio 1907, 65 proposizioni moderniste, per lo più tratte dalle opere del Loisy. Nel settembre dello stesso anno, Pio X, con l'enciclica Pascendi Dominici Gregis, condannò il modernismo come «la sintesi di tutte le eresie» e a novembre, con il Motu Proprio Praestantia Sententiae comminò la scomunica a chiunque si opponesse all'enciclica. Ed infine, nel 1910, con il Motu Proprio Sacrorum Antistitum il Papa imponeva a tutti i chierici il Giuramento antimodernista, proibendo nei seminari la lettura di qualsiasi giornale. Gli effetti di questi provvedimenti sul piano disciplinare furono ampi: venne vietata qualsiasi analisi storica alle origini del cristianesimo, molti studiosi vennero allontanati dall'ambiente ecclesiastico, alcune opere, come quelle di Louis Duchesne, vennero messe all'indice.
Nonostante la sua intransigenza verso il modernismo, il pontificato di Pio X è ricordato anche per l'avvio di una profonda revisione della struttura ecclesiastica e della curia romana e di un'apertura verso la realizzazione di un codice di diritto canonico sul modello del codice napoleonico che aveva diviso i canonisti, preoccupati da un eccessivo avvicinamento agli ideali illuministici, da decenni. L'impresa fu affidata ad una commissione pontificia guidata dal cardinale Pietro Gasparri e i lavori durarono quasi dieci anni. Alla fine, il codice Piano Benedettino, fu promulgato nel giorno di pentecoste del 1917 da papa Benedetto XV, succeduto a Pio X morto nel 1914, per mezzo della bolla pontificia Providentissima Mater.

### Età dei totalitarismi

#### I Patti Lateranensi

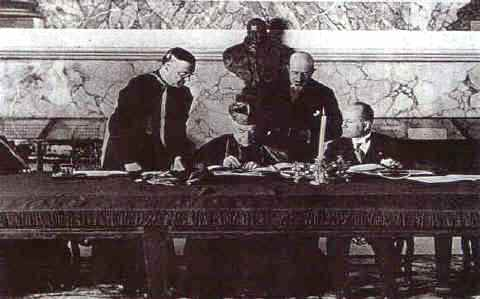
Firma dei patti Lateranensi

Già nel giugno del 1919, a Parigi, alla conferenza di pace dopo la prima guerra mondiale, ci fu un colloquio tra il Cerretti, uno dei migliori diplomatici vaticani, e il presidente del consiglio Orlando. Viva fu l'opposizione di Vittorio Emanuele III: il Re dichiarò che sarebbe stato meglio abdicare piuttosto che trattare con la Chiesa. Ciò che non riuscì con il regime liberale (ormai agonizzante) riuscì invece con il regime fascista di Mussolini.
La conciliazione fra lo stato italiano e la Santa Sede, già raggiunta a livello di coscienze e sul piano politico, mancava ancora di un riconoscimento giuridico. Tra il 1925 e il 1926 una commissione mista fu incaricata di esaminare la questione delle proprietà ecclesiastiche. Ma nel 1926, in una lettera al segretario di stato cardinal Pietro Gasparri, Pio XI dichiarava che non si potevano trattare questioni secondarie quando era ancora insoluto il problema essenziale: la questione romana. L'invito era chiaro: iniziarono così i primi sondaggi e le prime trattative ufficiose tra l'avvocato Francesco Pacelli per il Vaticano e il giurista Domenico Barone per parte italiana, alla cui morte succedette il giurista Nicola Consiglio.
Nel novembre del 1928 iniziarono le trattative ufficiali che toccarono momenti drammatici. Per due volte, gennaio 1927 ed aprile 1928, i colloqui si interruppero per le pretese fasciste di monopolio sull'educazione giovanile. L'intransigenza di Pio XI indusse Mussolini a parziali concessioni, permettendo associazioni cattoliche educative-pastorali (l'Azione Cattolica).
Si susseguirono vari schemi, rispondenti a tre postulati della Santa Sede: costituzione di un autentico stato (pur se ridotto territorialmente), compensi finanziari, concordato. Il governo italiano a fatica accettò il primo punto: infatti solo con la morte del Barone, sostenitore della tesi che la sovranità papale si scontrava con le tradizioni risorgimentali e con la mentalità liberale, il Vaticano riuscì a far accettare il primo punto. Per il concordato le discussioni furono più laboriose (Pio XI si mostrò più energico su questo punto che non sul primo), tese a ridurre le ampie richieste iniziali della Santa Sede che comprendevano fra l'altro: il cattolicesimo come religione di Stato, il ripristino dell'insegnamento della religione nelle scuole medie superiori, il riconoscimento civile del sacramento del matrimonio, il riconoscimento degli ordini religiosi.
Si arrivò così alla firma dei Patti l'11 febbraio 1929 tra il cardinal Gasparri e Mussolini nel palazzo del Laterano. Essi comprendevano un trattato e un concordato (con annessa convenzione finanziaria). La questione romana, dopo 70 anni, era così definitivamente chiusa.

#### Nazismo e cristianesimo
La relazione tra Nazismo e Cristianesimo può essere descritta solo come complessa e controversa. Ufficialmente il Nazismo si proclamava al di sopra delle confessioni, ma Hitler e gli altri capi nazisti facevano uso del simbolismo e delle emozioni cristiane nel propagandarsi presso il pubblico tedesco (prevalentemente cristiano). Sicuramente Hitler ammirava la forte gerarchizzazione che "...procedeva dal Vaticano fino all'ultima chiesetta nell'angolo più sperduto del mondo". Hitler sosteneva una forma di "cristianesimo positivo", nel quale Gesù Cristo era un ariano, i dogmi tradizionali erano respinti, si accusava la chiesa di avere manipolato il cristianesimo antico gnostico per fini di potere e, in modo simile agli antichi marcioniti si ripudiava l'Antico Testamento. Il suo atteggiamento personale è così descritto da un suo stretto collaboratore:
(Conversazioni di Hitler a tavola 1941-1942)
Alcuni scrittori cristiani hanno cercato di tipicizzare Hitler come un ateo o un occultista (o persino un satanista), laddove altri hanno enfatizzato l'utilizzo esplicito del linguaggio cristiano da parte del partito nazista, indipendentemente da quale fosse la sua mitologia interna. L'esistenza di un Ministero per gli Affari Ecclesiastici, istituito nel 1935 e guidato da Hanns Kerrl, venne riconosciuta a fatica da ideologi come Alfred Rosenberg, che sosteneva un confuso ritorno alla religione germanica, come pure il comandante in capo (Reichsführer) delle SS e capo della polizia tedesca Heinrich Himmler.
Le relazioni del partito nazista con la Chiesa cattolica sono dibattute. Molti sacerdoti e leader cattolici si opposero apertamente al nazismo sulla base di incompatibilità con la morale cristiana. La gerarchia cattolica condannò i fondamenti teorici del nazismo con l'enciclica Mit brennender Sorge (1937) di papa Pio XI. Come per molti oppositori politici, numerosi sacerdoti vennero condannati al campo di concentramento e uccisi per le loro posizioni. Il comportamento di papa Pio XII rimane comunque oggetto di una controversia storiografica. Fu al contrario favorevole al nazismo il vescovo Alois Hudal, che cercò un compromesso tra Chiesa e regime.

## Cristianesimo e pensiero contemporaneo
Con la Riforma protestante la cristianità occidentale si sviluppò secondo tre direttrici principali: il Cattolicesimo romano (nei termini definiti al Concilio di Trento), il Luteranesimo (nei termini definiti nella Confessione augustana e nella Formula di concordia) e il Calvinismo (nei termini definiti nel Catechismo di Heidelberg e nella Confessione di Westminster). Per gran parte del periodo che va dal XVI secolo al XIX secolo il dibattito teologico si svolse principalmente all'interno di queste confessioni — fu il periodo della cosiddetta "teologia confessionale". Nel corso di questi ultimi due secoli la situazione ha subito un notevole mutamento.

### Razionalismo
In modo circoscritto nel Seicento, ma su scala molto più vasta durante il Settecento, il Cristianesimo cominciò a essere messo in discussione in nome della ragione. Con il deismo l'attacco prese le forme di una critica al concetto di Divinità e alla religione. Nell'Ottocento l'ateismo e l'agnosticismo (termine coniato da T.H. Huxley nel 1870) divennero per la prima volta parole comuni nell'Occidente cristiano.
La fiducia nel potere della ragione ha avuto i suoi alti e bassi nel mondo moderno, ma la polemica fede/ragione, in varie forme, ha caratterizzato un'epoca in cui sono state messe in discussione tutte le autorità tradizionali, non soltanto quelle cristiane.
Ciò ha comportato, in ambito cattolico, l'arroccamento della Chiesa sulle posizioni del tomismo (neoscolastica), e in generale in ambito cristiano il diffondersi di posizioni ultraortodosse, tese a rifiutare qualsiasi approccio scientifico allo studio della teologia e dei testi biblici, ritenendo ciò una minaccia per la fede.

### Scienza e fede
La scienza moderna spuntò nel XVII secolo su un terreno irrigato dal Cristianesimo . Se da un lato le reali scoperte scientifiche hanno avuto pochissima rilevanza nel confermare o smentire il Cristianesimo, la scienza moderna ha influito su di esso in vari altri modi. Il metodo scientifico comporta la verifica di ogni affermazione e il rifiuto di qualunque autorità che si ponga al di sopra della critica. Avendo riscontrato un enorme successo nel campo della conoscenza, tale metodo ha di conseguenza incoraggiato un atteggiamento analogo anche in campo religioso, con esiti inevitabilmente polemici che si ritrovano ancora oggi: alcuni consideravano le credenze religiose definitivamente superate dalla conoscenza scientifica, altri negavano le scoperte scientifiche in nome della inerranza biblica (es. oggi i cristiani creazionisti), altri infine intendevano mantenere fede e ragione non sullo stesso piano come antagoniste, ma su piani diversi, per cui esse non si negano vicendevolmente.
La scienza moderna, attraverso le conquiste tecnologiche ha trasformato la vita di miliardi di persone, modificando il senso di dipendenza dell'uomo da Dio. A questo proposito sono famose le parole del teologo luterano Dietrich Bonhoeffer sul "Dio tappabuchi":
(Dietrich Bonhoeffer, Resistenza e Resa)

### Critica storica
Nel XIX secolo si sviluppò la critica storica, cioè, approccio alla storia basato sul rigore scientifico: lo storico critico non ragiona più in termini di autorità, che raramente potrebbero essere messe in discussione, bensì di fonti, che devono essere analizzate e provate per poter essere tenute in considerazione come tali. Questo tipo di metodo è stato applicato anche alla Bibbia, considerata non più come un'autorità da accettare, ma come una fonte da analizzare con strumenti scientifici.
Anche la storia della dottrina cristiana è stata vagliata in modo sistematico, per metterne in luce i cambiamenti verificatisi nel corso dei secoli.

### Laicità
Nel mondo occidentale la società si fonda su presupposti che prescindono da dottrine religiose: la religione viene considerata una questione di scelta personale; questa evoluzione, ancora in corso e non priva di contraddizioni, nasce in un contesto sociale caratterizzato dal pluralismo culturale e religioso.
All'interno di questo contesto, nel quale non è più necessario che una religione o una confessione per sopravvivere debba combattere le altre, è divenuto praticabile un dialogo tra i credenti di diverse confessioni che in precedenza era molto più difficile.
Restano comunque alcune rigidità, rappresentate dalle dottrine che ritengono la laicità delle istituzioni civili un attentato alla propria religione, ritenuta la sola rivelata, vera e infallibile. Questo approccio è presente nell'ambito di diverse denominazioni, cristiane e non cristiane.
Nonostante permangano sostanziali differenze dottrinali tra le diverse confessioni cristiane, i teologi contemporanei si occupano sempre meno di contrasti fra confessioni diverse. Atteggiamenti simili si riscontrano trasversalmente alle denominazioni, unendo talora protestanti e cattolici nel condividere alcune impostazioni (ad esempio, per alcuni l'accento sull'esperienza carismatica, la lettura letteralistica o integralista, il creazionismo ecc., per altri la teologia della liberazione, l'approccio esegetico non integralista, il pacifismo) che non sono invece unanimemente condivise all'interno delle rispettive denominazioni.